# Sisse Søby
Sisse Marie Holzmann Søby, ofta känd som Sisse Marie, född 21 november 1985 i Ålborg, är en dansk artist, som vann danska MGP Junior 2001 med låten "Du har brug for mig".